# Bremen (Schiff, 1931)
Die Bremen (III) war ein ehemaliges Doppelschrauben-Motorrettungsboot (MRB) der Deutschen Gesellschaft zur Rettung Schiffbrüchiger (DGzRS), das Anfang der 1950er Jahre zum ersten Seenotrettungskreuzer umgebaut worden war. Mit diesem Versuchskreuzer sollte der Nachweis erbracht werden, dass sich das erarbeitete Konzept eines Tochterboots (TB) im Seenoteinsatz bewährt.

## Einsatz alsKonsul Kleyenstüber
Das Schiff war 1931 von der Lürssen-Werft in Bremen-Vegesack unter der Werft-Nr. 12290 gebaut worden. Bei der DGzRS erhielt es den Namen KONSUL KLEYENSTÜBER und hatte die interne Bezeichnung KRD 424 (KR für Küstenrettungsboot; D Sonderserie). Es folgte ihrem 1930 fertig gestellten Schwesterschiff Bremen (II), dem zweiten Rettungsboot dieses Namens.
Für den Antrieb sorgten zwei Dieselmotoren mit einer Leistung von je 75 PS, die für eine Höchstgeschwindigkeit von etwa 9 Knoten sorgten. Das Doppelschraubensystem zeigte gute Manövriereigenschaften und hatte den Vorteil einer Reserve bei Ausfall eines Motors. Zum Abbergen von Schiffbrüchigen von einem havarierten Schiff führte das Boot ein Sprungnetz mit und es gab eine medizinische Ausrüstung zur Erstversorgung von Verletzten. Es gehörte zu den ersten Booten der DGzRS mit Funktelegrafie an Bord.
Der beim Bau 16,17 Meter lange und 4,20 Meter breite Stahlrumpf hatte einen Tiefgang von 1,25 Meter. Das Schiff besaß schon viele Eigenschaften, wie sie Rettungsboote heutzutage standardmäßig aufweisen. Der Rumpf hatte eine zweite Außenhaut und war in eine große Anzahl wasserdichter Abteilungen eingeteilt, die jede für sich durch eine Lenzvorrichtung entleert werden konnte. Ein Generator speiste Strom in Akkumulatoren zur Versorgung von Lichtanlage, Funkanlage, Scheinwerfer und Nebelhorn.
Als Stationierungen von KRD 424 sind vermerkt:
- 1931 bis 1940 an der Ostsee in Pillau (heute Baltijsk)
- 1940 bis 1944 auf der Nordseeinsel Borkum
- 1944 bis 1946 nicht im Dienst
- 1946 bis 1949 auf der Nordseeinsel Amrum

Der Aufenthalt auf Borkum war durch das Militär angeordnet worden, da der Seenotdienst der deutschen Luftwaffe Boote in der Nordsee benötigte, um abgestürzte Besatzungen von Bombern in der Luftschlacht um England aus der Nordsee zu bergen. Nach Rückgabe an die DGzRS 1944 erhielt das Boot den Namen der Hansestadt Bremen – als 3. Schiff dieses Namens. Es wurde am 9. Oktober 1949 auf Amrum außer Dienst gestellt.

## VersuchskreuzerBremen(III)
Die DGzRS hatte Anfang der 1950er Jahre Anforderungen für ein „Motorrettungsboot der Zukunft“ entwickelt, das deutlich schneller als die bisherigen und bei jedem Seegang und Wetter einsetzbar sein sollte. Darüber hinaus und in Hinblick auf die Gegebenheiten der deutschen Küstengewässer sollte das Boot auch in flachem Wasser operieren können. Für diese speziellen Einsatzgebiete hatte der nautische Inspektor der DGzRS Kapitän John Schuhmacher die Idee ein kleineres Boot als Tochterboot (TB) ständig mitzuführen, das rasch einsatzfähig wäre.
Da es keine Erfahrungen zu einem Betrieb mit TB gab, beschloss man die Bremen als Versuchsträger für den TB-Betrieb umzubauen. Den Auftrag erhielt wiederum die erfahrene Lürssen-Werft, die ab 1951 alle Umbauarbeiten am Rumpf vornahm. Dabei erhielt das Schiff zur Lagerung des TB den Einbau einer Wanne im Heck, die durch eine hydraulisch betätigte Heckklappe verschlossen werden konnte. Nach dem Öffnen der Klappe und dem Lösen der Verankerungen konnte das TB auf den Rollen der Heckwanne schnell ins Wasser gleiten.
Der alte Schiffsrumpf aus Stahl erhielt eine neue, über Modellversuche entwickelte charakteristische Linienführung, die auch bei allen Folgekonstruktionen zu finden ist. Die Doppelwandigkeit konnte genutzt werden, um die Tanks für Wasser, Treibstoff und Ballast unterzubringen. Auf der gewölbten Deckserhöhung (Walfischdeck) wurde in der Mitte ein geschlossener, hoher Turmaufbau aufgesetzt. Beide Bauteile waren aus Leichtmetall gefertigt und sollten durch ihre runde Form übergehende Wellen besser ablaufen lassen. Halboffene Türme hatten schon die letzten noch im Krieg gebauten Einheiten erhalten. Die Türme gestatten dem Bootsführer auch bei hohen Seegang eine bessere Übersicht und schützen vor der aufwirbelnden Gischt. Im Innern des Turms war ein gesicherter Steuerstand untergebracht, der durch einen zweiten, offenen oben im Turm ergänzt wurde. Von beiden Stellen aus war eine Steuerung aller Funktionen und der Motoren möglich, ohne dass ein separater Maschinist erforderlich war.
Zwei neue Dieselmotoren von je 125 PS reichten nun für eine Geschwindigkeit von 10 Knoten, die aber bei weitem nicht ausreichend war. Jedoch wäre bei der gegebenen Rumpfform als Verdränger auch mit stärkerer Motorisierung kaum eine Steigerung möglich gewesen.
Durch den geschlossenen Turmaufbau und das Walfischdeck wurde die Bremen zum ersten Selbstaufrichter bei der DGzRS. Ein derart konstruiertes Rettungsboot geht nach einer Kenterung von selbst wieder in die normale Schwimmlage mit Kiel unten zurück. Diese Eigenschaft haben die Boote der niederländischen KNRM schon seit den 1930er Jahren. Der gesamte Umbau erhöhte die Länge des MRB um 130 Zentimeter und den Tiefgang um 15 Zentimeter auf 1,40 Meter. Das neu angefertigte TB hatte 5,08 Meter Länge und erhielt zwei VW-Motoren von 34 PS. Es bekam keinen Namen.
Ab 1952 erfolgte in der Werfthalle der DGzRS in Bremen der technische Innenausbau, so dass 1953 die umfangreiche Versuchsphase beginnen konnte. Sie zeigte im Ergebnis die in sie gesetzten Erwartungen. Das TB konnte in kurzer Zeit aus der Heckwanne ins Wasser abgelassen werden, sodass Hilfeleistungen auch in deutlich flacherem Wasser durchgeführt werden konnten. Bei Rückkehr fuhr das TB in die Heckaufnahme und konnte darin wieder in die Heckwanne eingezogen werden. Diese Technik wurde zum Muster für alle folgenden Seenotrettungskreuzer (SRK). Auch das Walfischdeck mit geschlossenem Turmaufbau als Selbstaufrichter findet sich bei den weiteren Konstruktionen der DGzRS in den Jahren bis 2000.
Nach der Versuchsphase musste sich die Bremen im Seenotrettungsdienst weiter bewähren – als Motorrettungsboot mit Tochterboot, so die interne Bezeichnung der DGzRS. Die Stationierungen waren bis zur Außerdienststellung im Mai 1965:
- 11/1953 bis 03/1960 in Bremerhaven
- 04/1960 bis 09/1961 in Hörnum auf der Insel Sylt
- 10/1961 bis 04/1965 auf der Insel Amrum

Mit den gewonnenen Erkenntnissen ging man anschließend an den ersten Neubau eines „Seenotrettungskreuzer der neuen Generation“. Mit seiner neuen Rumpfkonstruktion sollte er eine deutlich höhere Geschwindigkeit erreichen.

## Verbleib und Rückführung nach Bremen

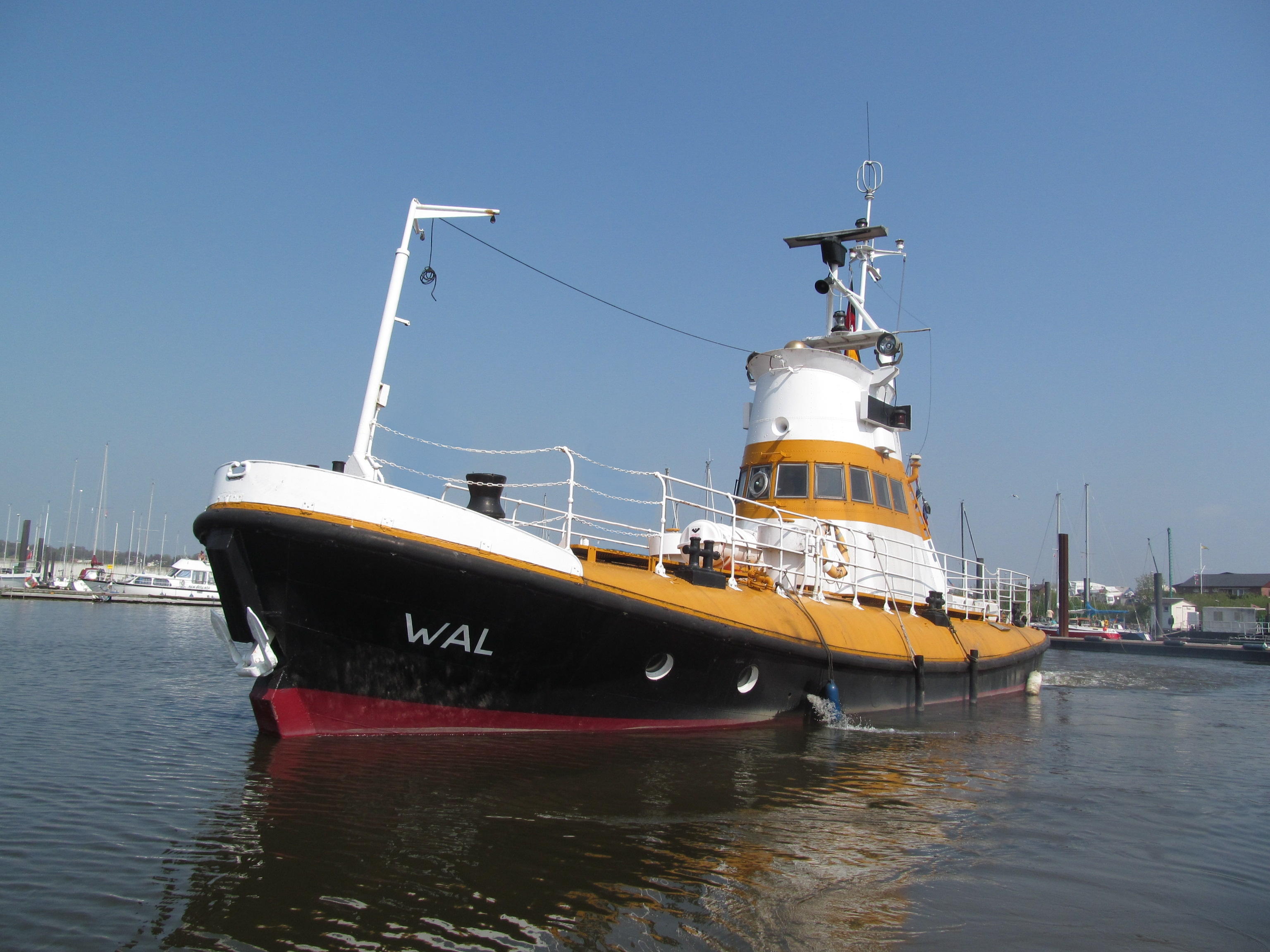
Die Bremen noch als Privatyacht Wal

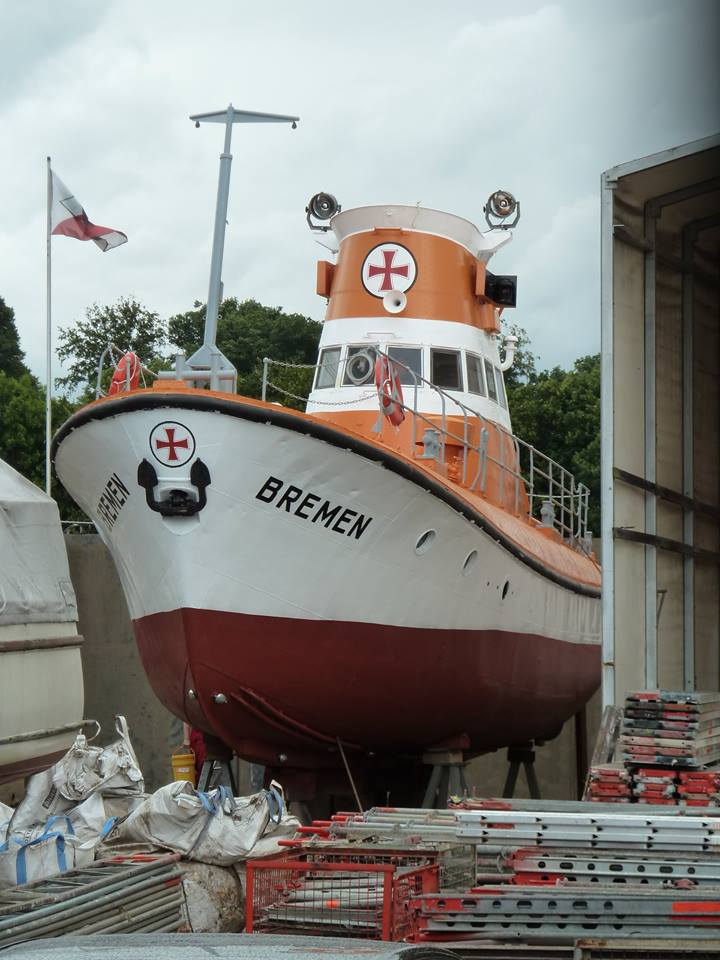
Der Versuchskreuzer BREMEN in der Werft (2014)

Die Bremen wurde 1965 an Friedrich von Essen (Colkrete Wasserbau) verkauft und war dann unter dem Namen Oeltjen als Schlepper und Bereisungsboot auf der Weser unterwegs. 1972 kaufte es der Hamburger Bauunternehmer Horst Voss ohne Tochterboot, das seitdem verschollen ist. Die Oelkers-Werft baute das Schiff unter Ausbau der Heckklappe zu einer Privat-Yacht um und aus, die danach unter dem Namen Wal auf der Elbe unterwegs war.
2008 erfuhr Kai Steffen von dem geplanten Verkauf des Schiffes und überzeugte den Unternehmer und Mäzen Klaus Hübotter davon, das Schiff in das Hafenmuseum Speicher XI in Bremen zu integrieren. Am 5. Mai 2013 kehrte die Bremen  zurück in ihren Entstehungshafen in Bremen-Vegesack. Auf einer dortigen Werft wurde das Schiff 2014 komplett gesandstrahlt und anschließend in der originalen Farbgebung der 1950er Jahre lackiert. Museum und Deutsche Stiftung Denkmalschutz sowie Unternehmen der Branche beteiligten sich bei diesen Tätigkeiten. Viele Bürger und Unternehmen der Umgebung haben durch weitere Spenden bzw. durch persönlichen Einsatz (Seenotrentner) bei der Restaurierung geholfen.
Es ist geplant, das Schiff so weit wie möglich wieder in den Originalzustand der Zeit als aktiver Seenotkreuzer (1953–1965) zu versetzen. In der Zwischenzeit konnte die Heckwanne mit dem Schließmechanismus für das TB wieder hergestellt werden.
Die hohe schifffahrtsgeschichtliche Bedeutung des Versuchskreuzers fand seine Würdigung durch das Landesamt für Denkmalpflege Bremen, das 2013 die Bremen als Technisches Denkmal unter Denkmalschutz stellte. Dadurch wird es möglich finanzielle Mittel für die weitere Renovierung zu beantragen.
Im September 2014 wurde der „Urvater der Seenotkreuzer“ im Rahmen der Maritimen Woche an der Weser, im ehemaligen Bremer Europahafen (heute u. a. Sportboothafen) auf seinen ursprünglichen Namen Bremen zurückgetauft.